# Makes Me Wonder
Singles de Maroon 5
Must Get Out
(2005) Wake Up Call (en)
(2007)
Pistes de It Won't Be Soon Before Long
If I Never See Your Face Again Little Of Your Time
Makes Me Wonder est une chanson du groupe Maroon 5 issu de leur deuxième album sorti en 2007, It Won't Be Soon Before Long. Le titre est devenu le premier numéro un du groupe sur le Billboard Hot 100. La chanson a également remporté le Grammy Award du Best Pop Performance by a Duo or Group with Vocal à la 50e cérémonie des Grammy, c'est donc leur deuxième chanson à remporter le prix. La chanson compte parmi les plus grands succès de l'année 2007, et est d'ailleurs leur plus grand succès à ce jour.

## Sens de la chanson
Les paroles de Makes Me Wonder peuvent avoir deux significations différentes. Un des sens est la frustration d'Adam Levine à l'état de la politique et le rôle des États-Unis dans la guerre en Irak. Selon lui, la chanson montre leur confusion au sujet de la politique aux États-Unis. La chanson a également été considéré comme un hymne pop rock.
« Je voulais vraiment écrire une chanson politique, une chanson qui reflète la façon dont j'ai ressenti les choses. C'est une des choses les plus difficiles dans le monde à faire sans faire l'âne et le moralisateur. Donc, je ne voulais pas dire les choses ouvertement. Je voulais juste y faire allusion. »
Le deuxième sens est tout simplement l'amour. Les paroles dans le refrain font références à l'une des relations de Levine qui a horriblement mal tourné. Levine déclare à propos de cette relation, « It had something to do with our growing dissatisfaction with things and the confusion that was in the air ».

## Clip vidéo
La vidéo a été tournée à l'aéroport international de Los Angeles et au ministère des Transports de Los Angeles, et a été réalisée par John Hillcoat. Levine a déclaré que le directeur a eu l'idée de transformer l'aéroport en un étrange, surréaliste, et sexuellement chargé, beau monde.
Dans le clip, sur la porte d'embarquement qu'il est inscrit « M5 », qui signifie Maroon 5.

## Versions
La chanson a deux versions censurées, la version « super clean » et la version « clean ». La chanson est identique mis à part dans la version super clean qui a le mot « Dieu » retiré du deuxième couplet et le mot « fuck » clairement censuré.

## Liste des pistes
| 1. | Makes Me Wonder (Clean version)       | 3:32 |
| 2. | Makes Me Wonder (Super clean version) | 3:31 |
| 3. | Makes Me Wonder                       | 3:31 |

| 1. | Makes Me Wonder (Clean version) | 3:31 |
| 2. | Makes Me Wonder                 | 3:31 |

| 1. | Makes Me Wonder | 3:32 |
| 2. | The Way I Was   | 4:19 |

| 1. | Makes Me Wonder                 | 3:31 |
| 2. | The Way I Was (Non-Album Track) | 4:19 |
| 3. | Story (Non-Album Track)         | 4:30 |
| 4. | Makes Me Wonder (Video)         |      |

| 1. | Makes Me Wonder                          | 3:31 |
| 2. | The Way I Was (Non-Album Track)          | 4:19 |
| 3. | Wake Up Call (en) (Enhanced Music Video) |      |

## Classement[3]
| Chart (2007)                                 | Peak position |
| -------------------------------------------- | ------------- |
| Australie ARIA Singles Chart                 | 6             |
| Canada                                       | 1             |
| Irlande                                      | 1             |
| Italie (téléchargement)                      | 3             |
| Netherlands Singles Chart                    | 7             |
| Nouvelle-Zélande                             | 8             |
| Norwegian Singles Chart                      | 7             |
| Slovaquie                                    | 8             |
| South Korea Singles Chart                    | 1             |
| Turquie                                      | 1             |
| Royaume-Uni                                  | 2             |
| États-Unis (Hot 100)                         | 1             |
| U.S. Billboard Pop 100                       | 1             |
| U.S. Billboard Hot Dance Club Play           | 1             |
| U.S. Billboard Hot Adult Contemporary Tracks | 9             |
| Venezuela Singles Chart                      | 6             |